# Llengües de Panamà
Aquest és un article sobre les llengües de Panamà. A Panamà s'usen 19 llengües, la llengua predominant i oficial és el castellà amb 2.100.000 parlants. Hi ha 128.000 mil parlants de ngäbere, 268.000 parlants d'anglès, 57.000 parlants del kuna, 15.000 parlants d'àrab, 10.000 parlants d'emberà septentrional, i 6.000 parlants del dialecte xinès hakka.
Hi ha 3.000 parlants de woun meu i teribe, 2.500 parlants de buglere, 1.200 parlants de japonès, 3.000 de francès. 5.000 del patois (Patwa, o Patúa). El dialecte xinès yue (cantonès), i les llengües ídix oriental, hebreu i coreà també es parlen però llurs números no es coneixen. L'alfabetització es troba entre el 87 i el 88%.